# Ekol
Ekol est une localité de la région du Centre au Cameroun, localisée dans la commune d'Evodoula et le département de la Lekié.

## Population
En 1965, Ekol comptait 531 habitants, principalement des Eton.
Lors du recensement de 2005, ce nombre s'élevait à 633.